# Baureihe 145
De Baureihe 145 is een elektrische locomotief bestemd voor het goederenvervoer en het personenvervoer van de Deutsche Bahn (DB).

## Geschiedenis
In de jaren 1990 gaf de Deutsche Bundesbahn aan de industrie opdracht voor de ontwikkeling van nieuwe locomotieven ter vervanging van oudere locomotieven van het type 103, 151, 111, 181.2 en 120. Hierop presenteerde AEG Hennigsdorf in 1994 het Prototypen 12X die later als 145 door ADtranz te Kassel werd gebouwd. Uit dit prototype ontstond een groot aantal varianten.
Deze locomotieven worden als voorlopers van de Bombardier type TRAXX familie gezien.

## Constructie en techniek
De locomotief heeft een stalen frame. De tractie-installatie is uitgerust met een draaistroom transformator en heeft driefasige asynchrone motoren in de draaistellen. Iedere motor drijft een as aan.

### Nummers
De locomotieven werden door de Deutsche Bahn (DB) als volgt genummerd:
- 145 001 – 145 080:

## Treindiensten
De locomotieven worden door DB Cargo (voorheen DB Schenker Rail) ingezet in het goederenvervoer.
Een aantal locomotieven wordt door de Deutsche Bahn (DB) onder meer ingezet bij:
- RB-treinen.